# Charnècles
Charnècles település Franciaországban, Isère megyében. Lakosainak száma 1462 fő (2022. január 1.). Charnècles Vourey, Moirans, Réaumont, Renage és Rives községekkel határos.

## Népesség
A település népességének változása:
| Lakosok száma | 579  | 858  | 1044 | 1437 | 1504 | 1505 | 1438 | 1407 | 1407 | 1462 |
|               | 1968 | 1982 | 1990 | 2006 | 2013 | 2015 | 2017 | 2019 | 2020 | 2022 |